# آنتوتوهازو (آندراماسینا)
آنتوتوهازو (به لاتین: Antotohazo) یک منطقهٔ مسکونی در ماداگاسکار است که در آنالامانگا واقع شده‌است. آنتوتوهازو ۴٬۳۹۰ نفر جمعیت دارد و ۱٬۶۰۰ متر بالاتر از سطح دریا واقع شده‌است.